# Etrusc (poeta)
Etrusc, en llatí Etruscus, en grec antic Ἐτρουσκός, fou un poeta grec nascut a Messene, autor d'un epigrama inclòs a l'Antologia grega i del que no es coneix res de la seva vida. Marc Valeri Marcial (Martialis 6.83, 7.39-Z2) esmenta un Etrusc que fou desterrat en temps de Domicià, però no se sap si és la mateixa persona.